# Челкаси (Урмарський район)
Челка́си (рос. Челкасы, чув. Чулкаç) — село у складі Урмарського району Чувашії, Росія. Адміністративний центр Челкасинського сільського поселення.
Населення — 992 особи (2010; 1089 у 2002).
Національний склад:
- чуваші — 98 %